# 午餐肉博物馆
43°40′9.5″N 92°58′28.5″W / 43.669306°N 92.974583°W

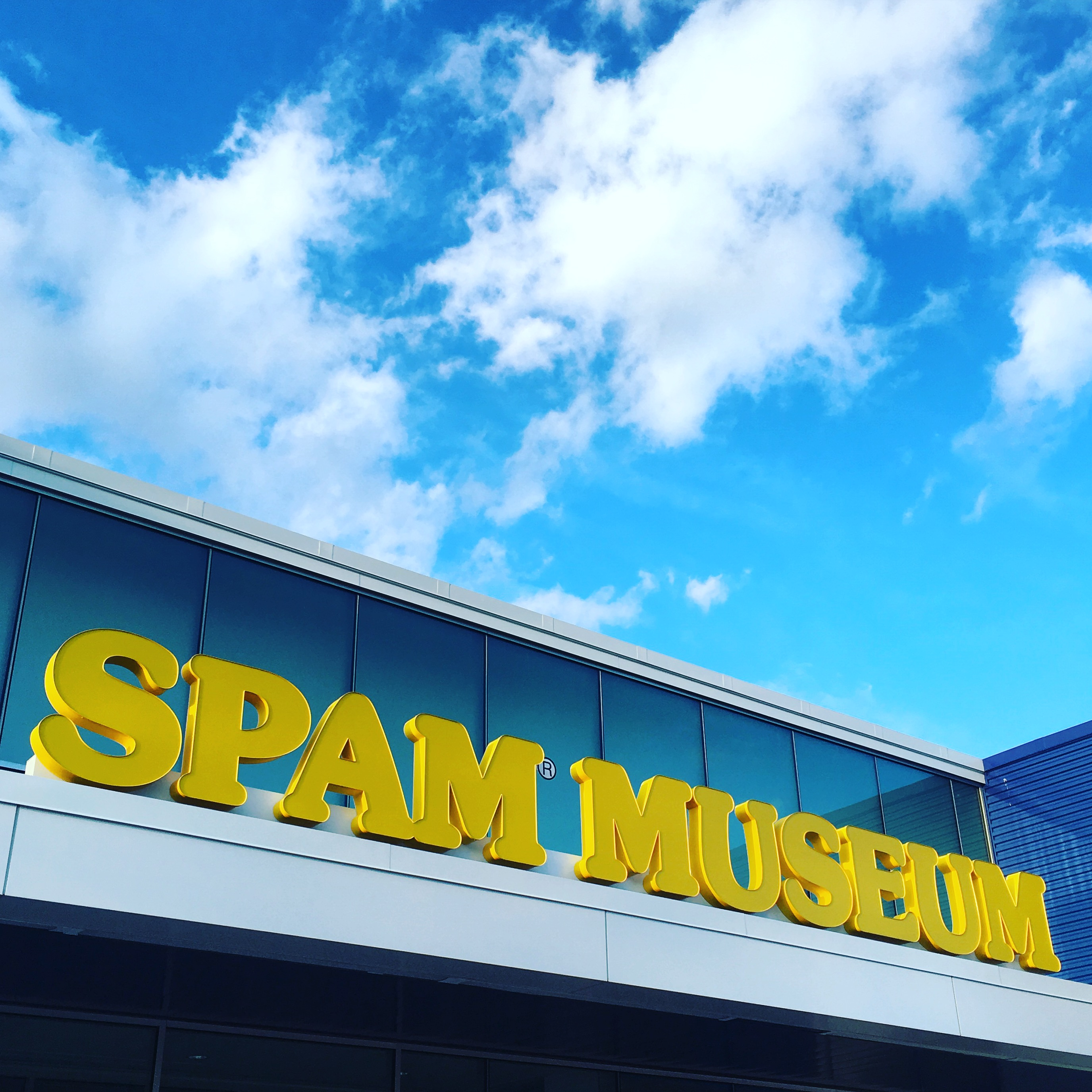
博物馆的正面

午餐肉博物馆也叫斯帕姆博物馆（英語：Spam Museum），位于美國明尼苏达州奥斯汀市，是一家免费参观的博物馆。其名字SPAM是荷美尔食品公司生产的预煮过的罐装肉类产品品牌。博物馆讲述了荷美尔公司的历史、午餐肉的起源以及它在世界文化中的地位。

## 历史
午餐肉博物馆始建于1991年，原名荷美尔食品第一世纪博物馆，当时荷美尔为了庆祝公司成立100周年，开设了一个小型的店面公司博物馆。荷美尔博物馆位于奥斯汀的橡树公园购物中心，后来更名为午餐肉博物馆。
2001年9月，一个更大的以午餐肉为中心的博物馆开放了。这个16500平方英尺的空间包括一个剧院、历史展览、家庭活动和游戏中心，还有一个礼品店。博物馆的大厅里有一面午餐肉墙，墙上放着3300多个午餐肉罐头。多年来，剧院一直播放着一部名为“午餐肉:一个爱情故事”的短片。2014年底，博物馆暂时关闭，搬到了市中心的一个新地点。
新地址为 101 3rd Ave NE, Austin, MN 55912。

## 展览和画廊

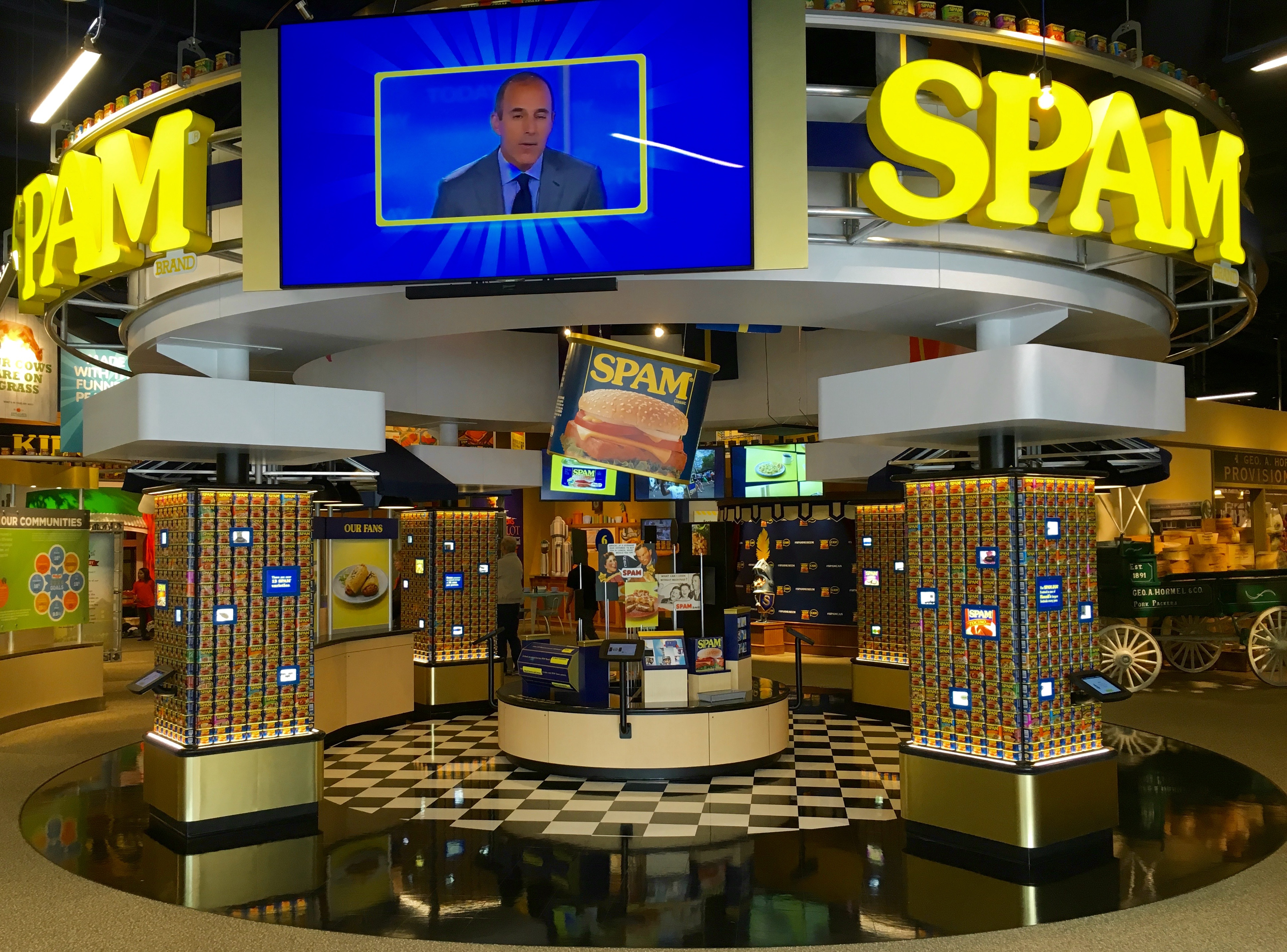
在博物馆中央展览的午餐肉罐头

博物馆于2016年4月22日在新址第三大道东北101号重新开放。
该画廊位于奥斯汀市中心，面积约14000平方英尺，由七个主要画廊组成。其中包括罐头中心，位于博物馆的中央；世界市场，在那里游客可以了解广告宣传和午餐肉在世界的消费状况，以及来自44个不同国家的午餐肉食谱；一个以二战为主题的展览，解释了午餐肉作为美国军队主食的重要性；还有“午餐肉品牌101”，这是一个互动展览，参观者可以了解到大约15种午餐肉，家庭可以参与模拟午餐肉罐头的“组装”竞赛。 许多展品包括游戏、互动视频和DIY。
午餐肉商店提供数百个午餐肉品牌的物品和礼物。志愿者导游被称为“午餐肉大使”（英語：Spambassadors），他们用牙签或椒盐卷饼棒为游客提供小块的午餐肉食品以供品尝。

## 图片

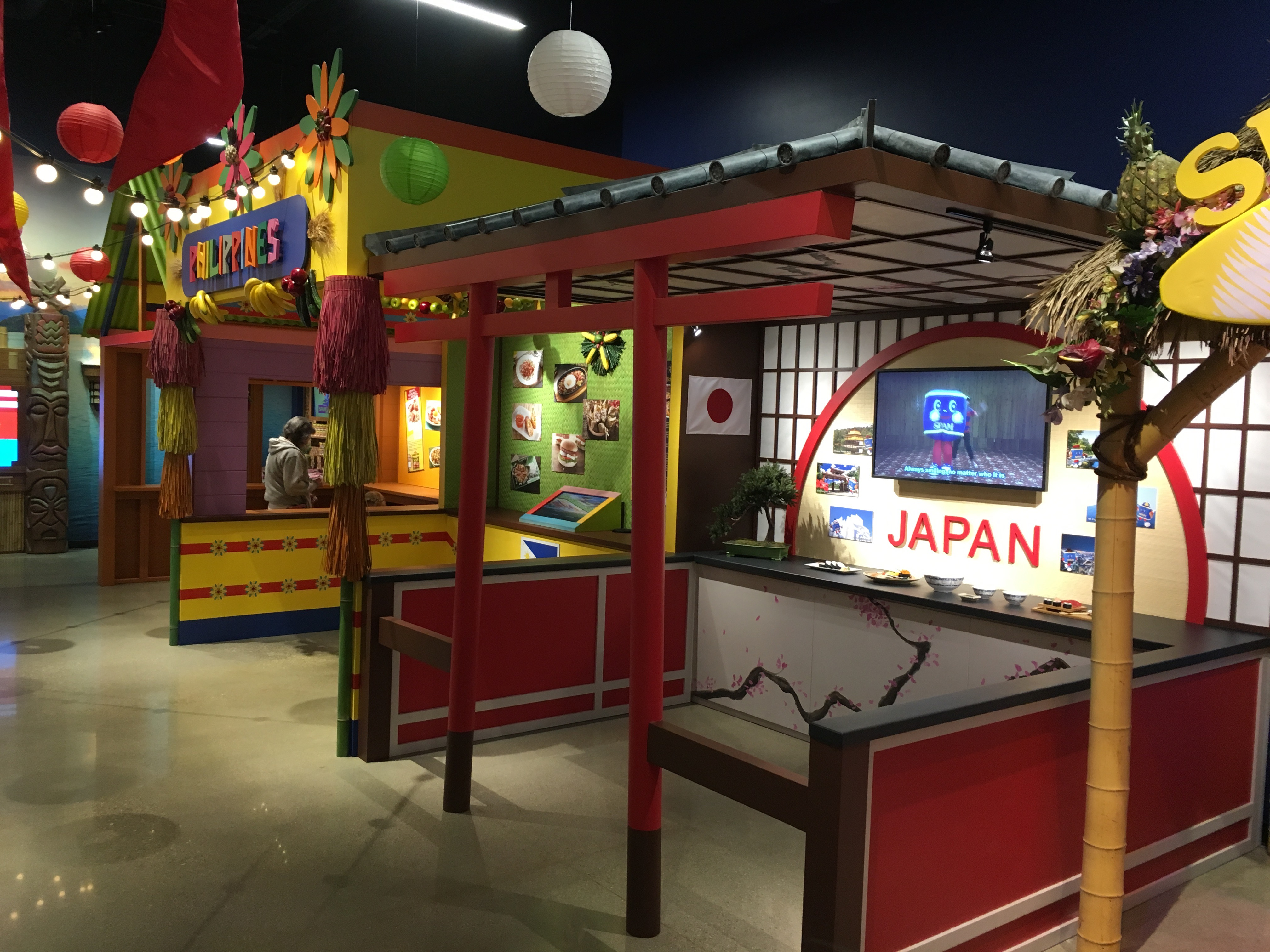
在午餐肉博物馆举办的世界市场展览
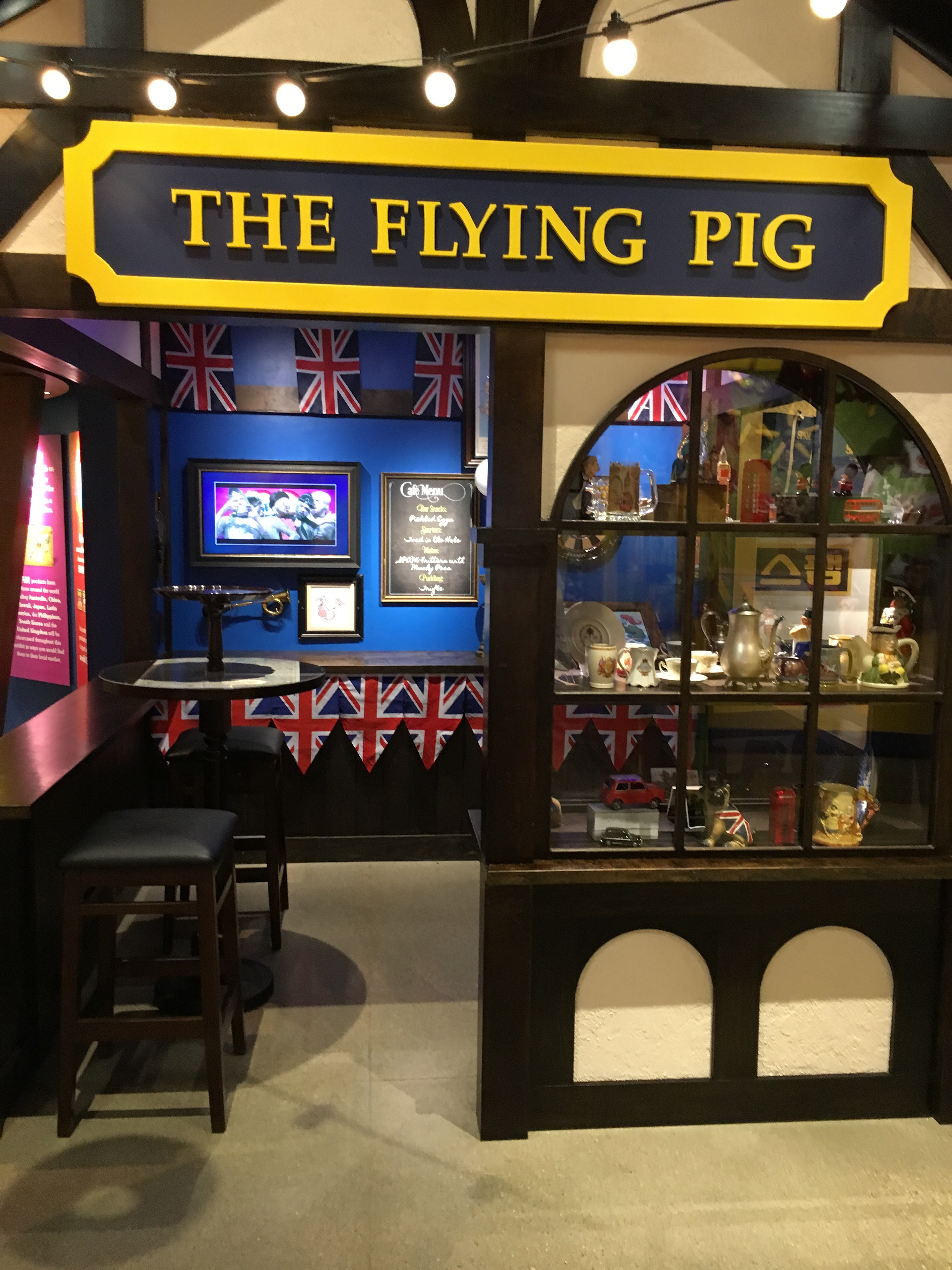
世界市场(英格兰)在午餐肉博物馆
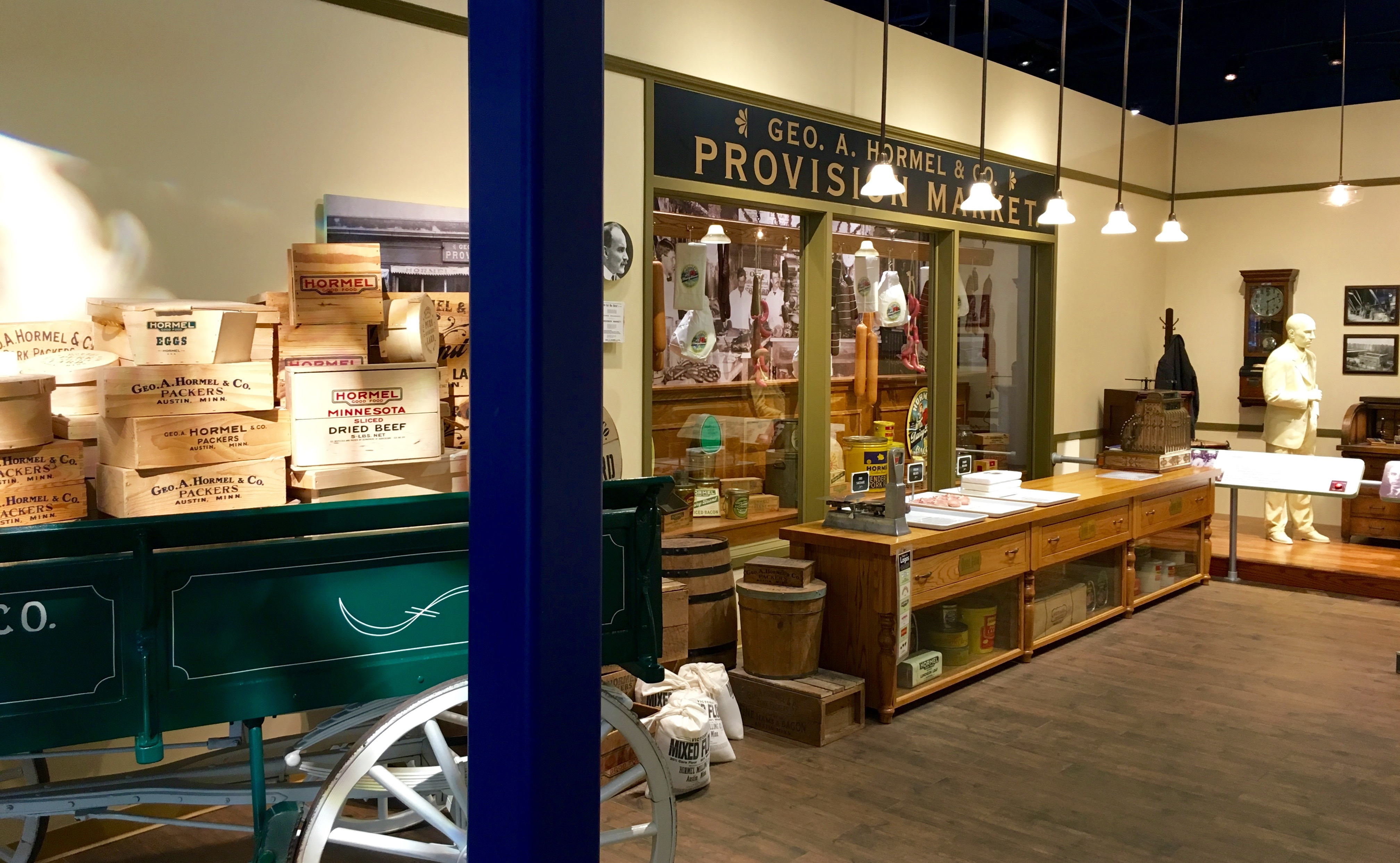
1891年及以后的产品展览
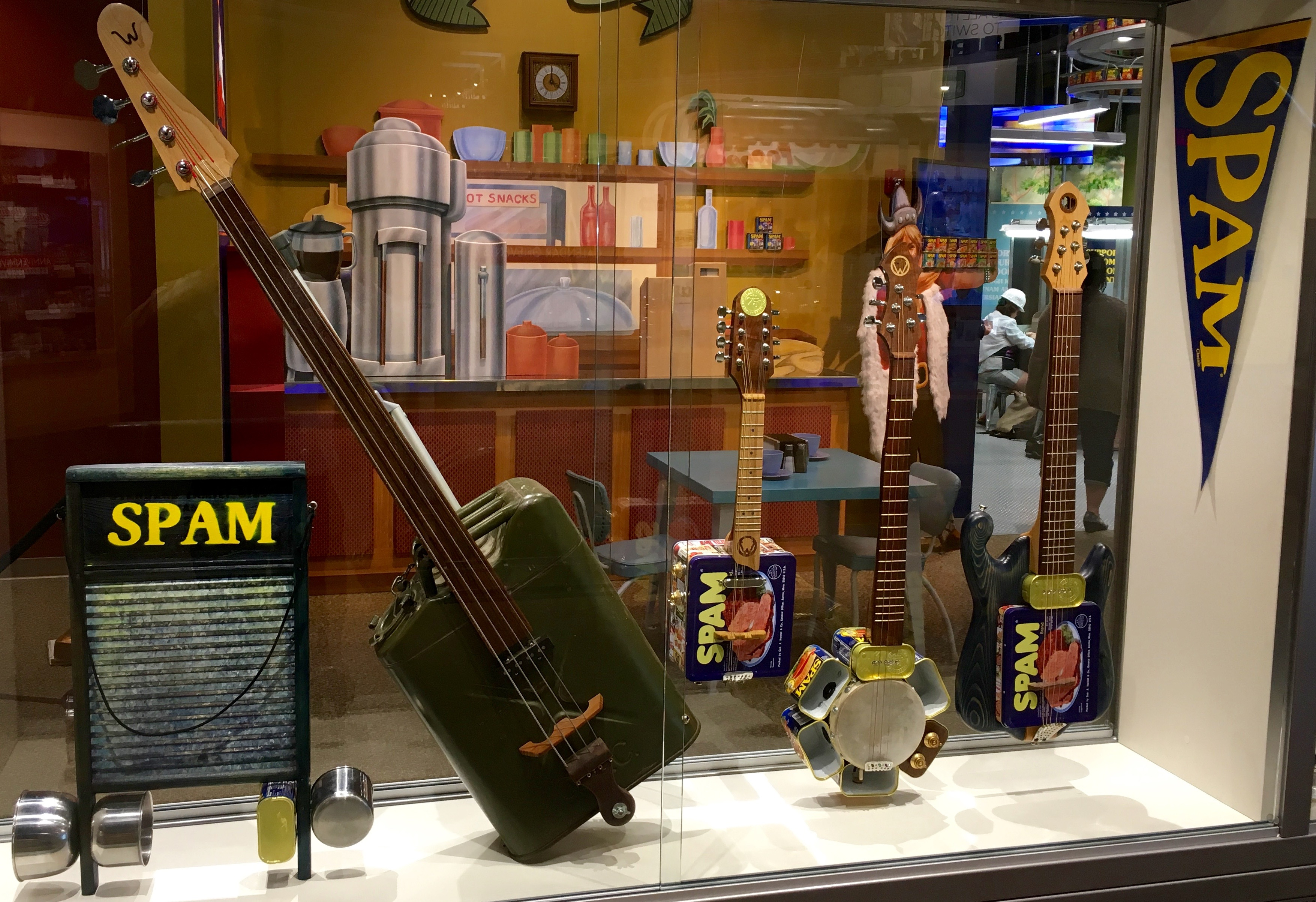
空罐头做成的乐器
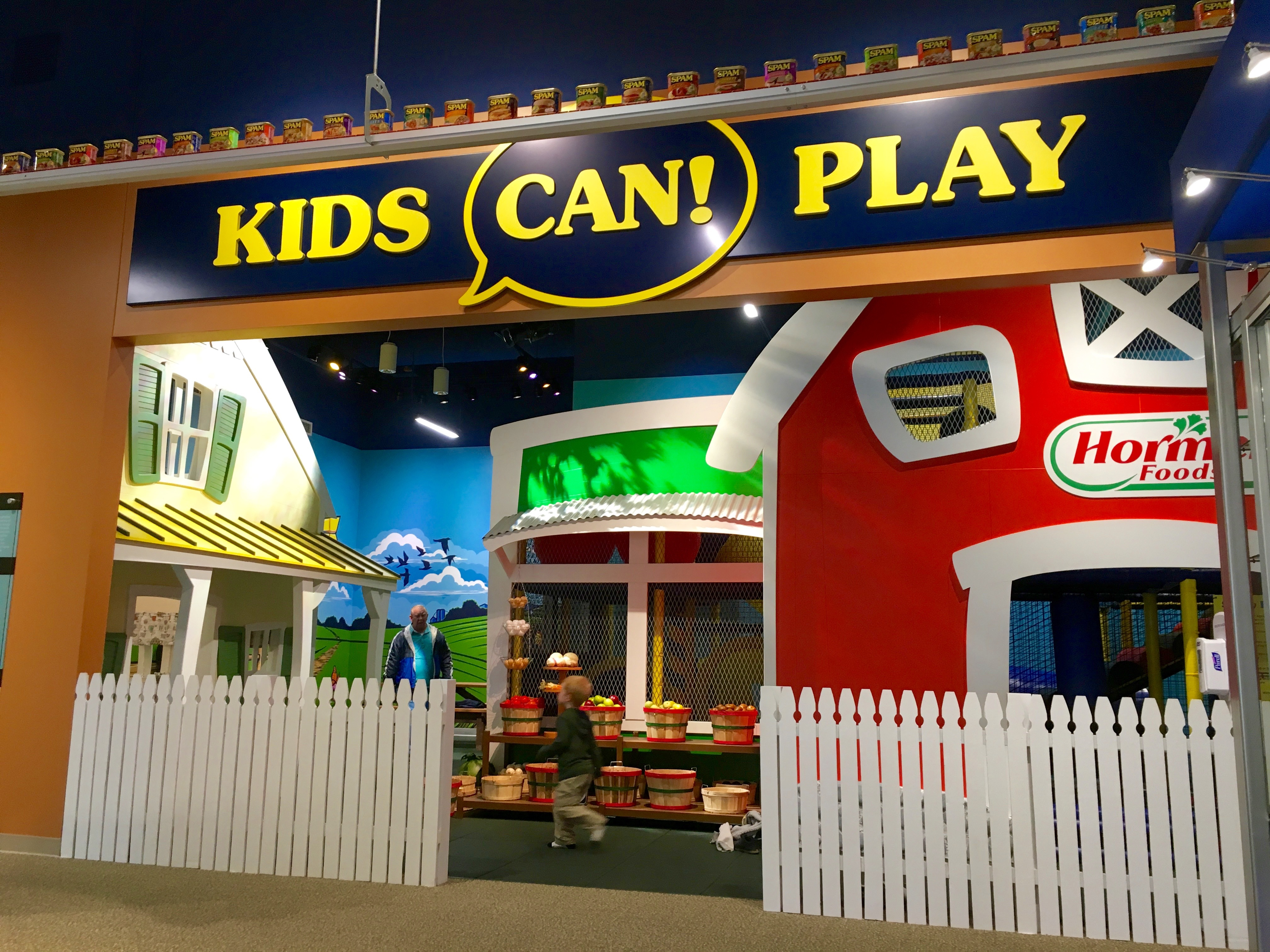
儿童娱乐区
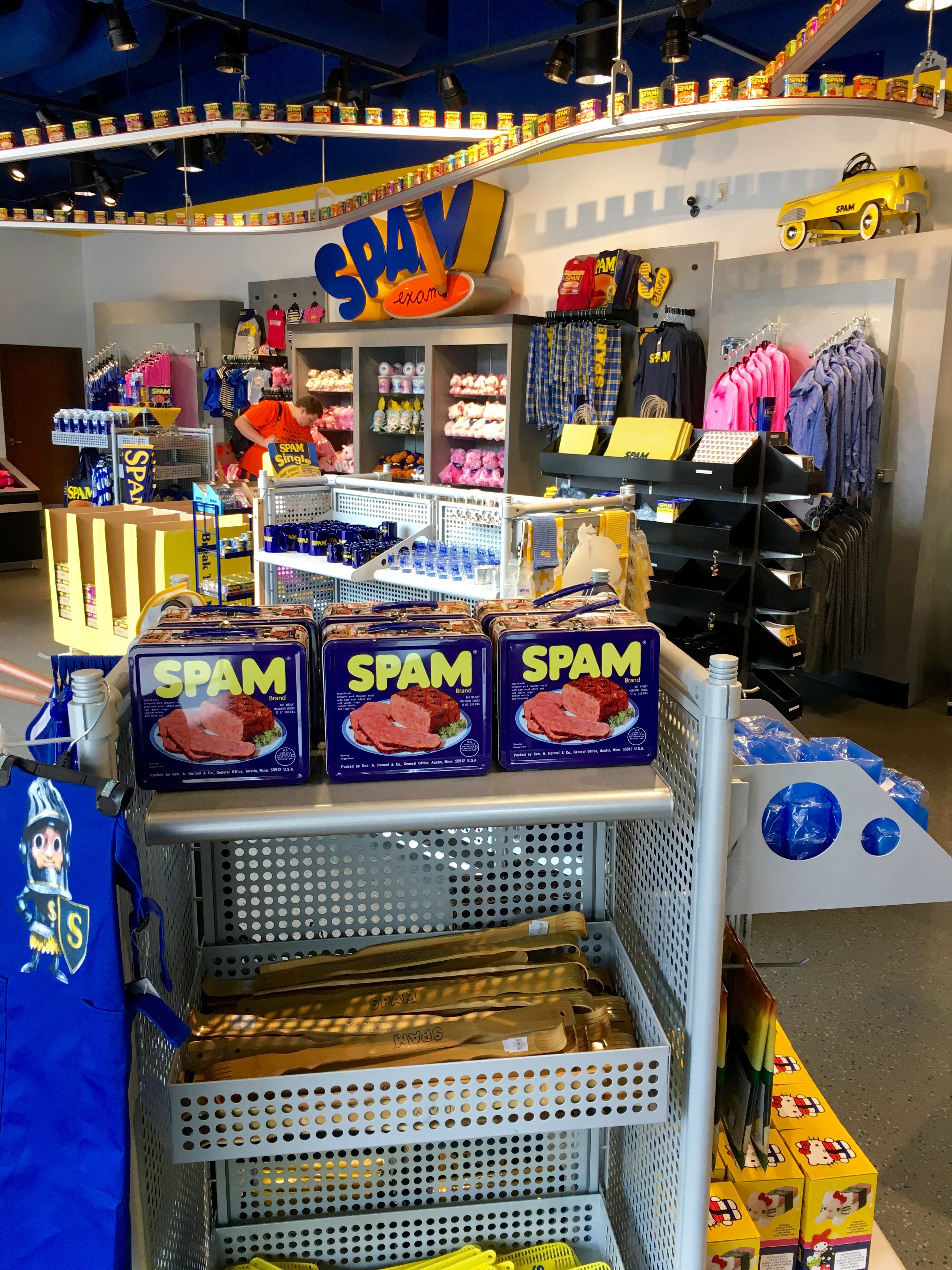
礼品店
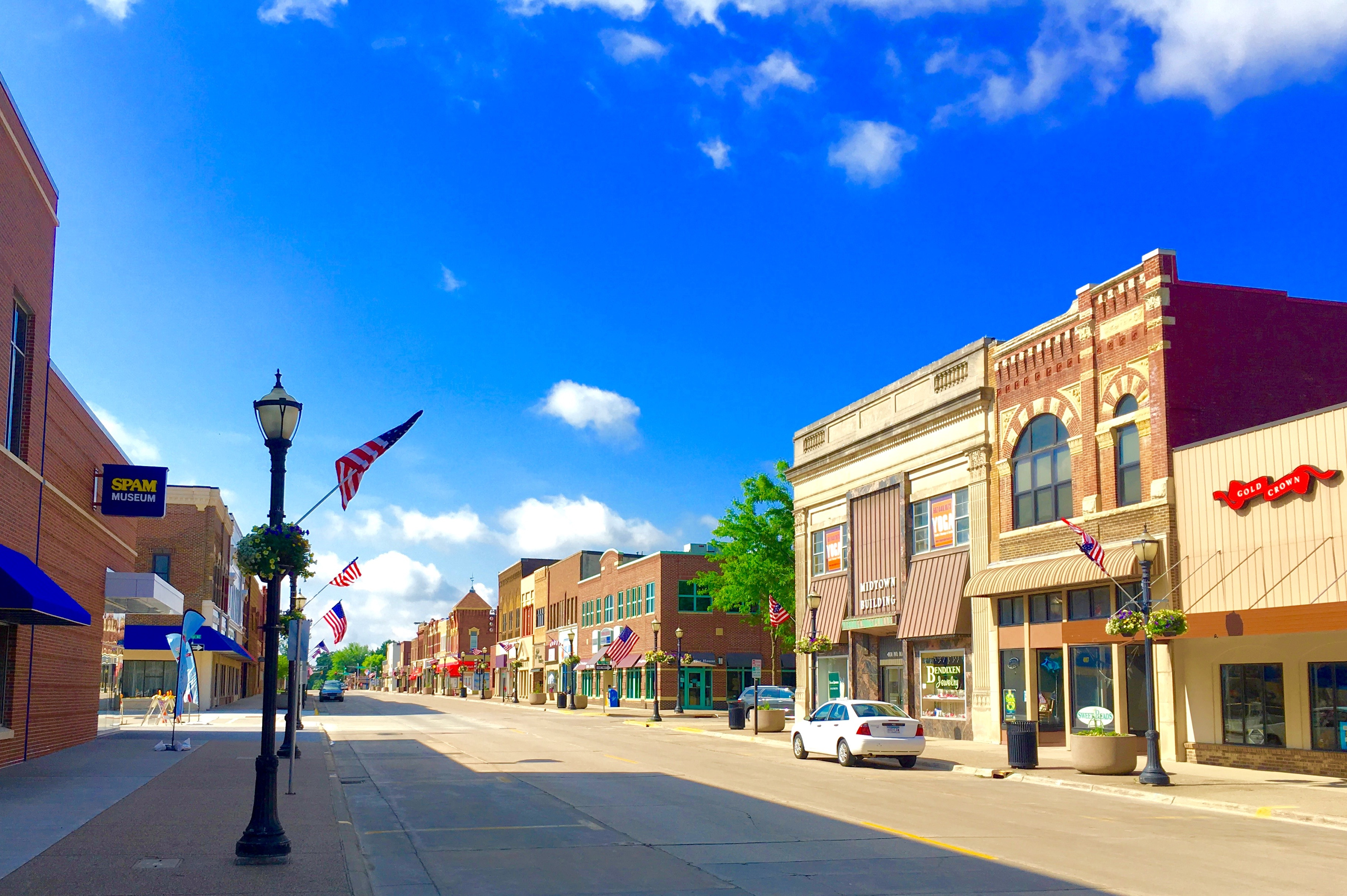
奥斯汀市中心的午餐肉博物馆(2016年至今)
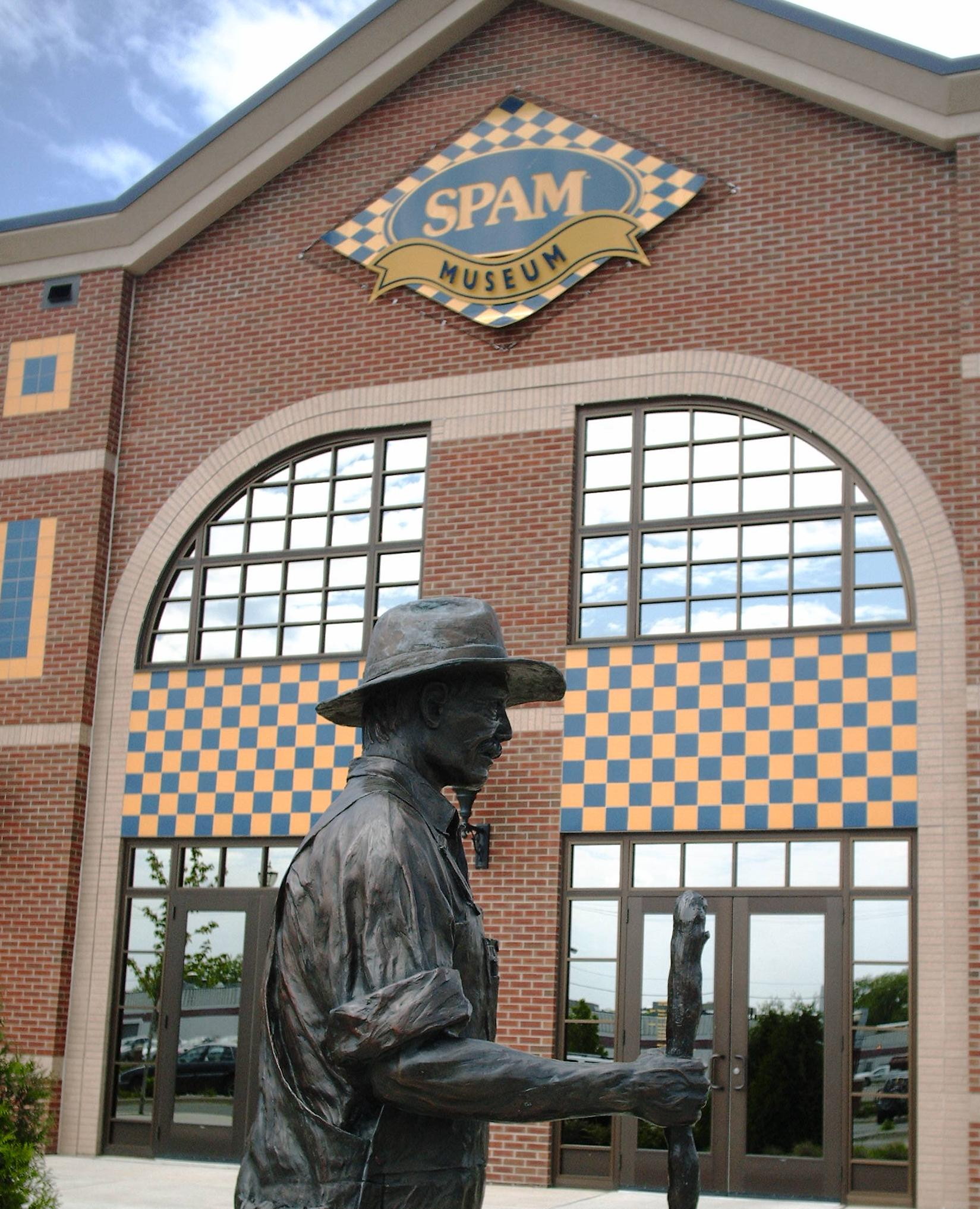
前午餐肉博物馆地点(2001-2014)
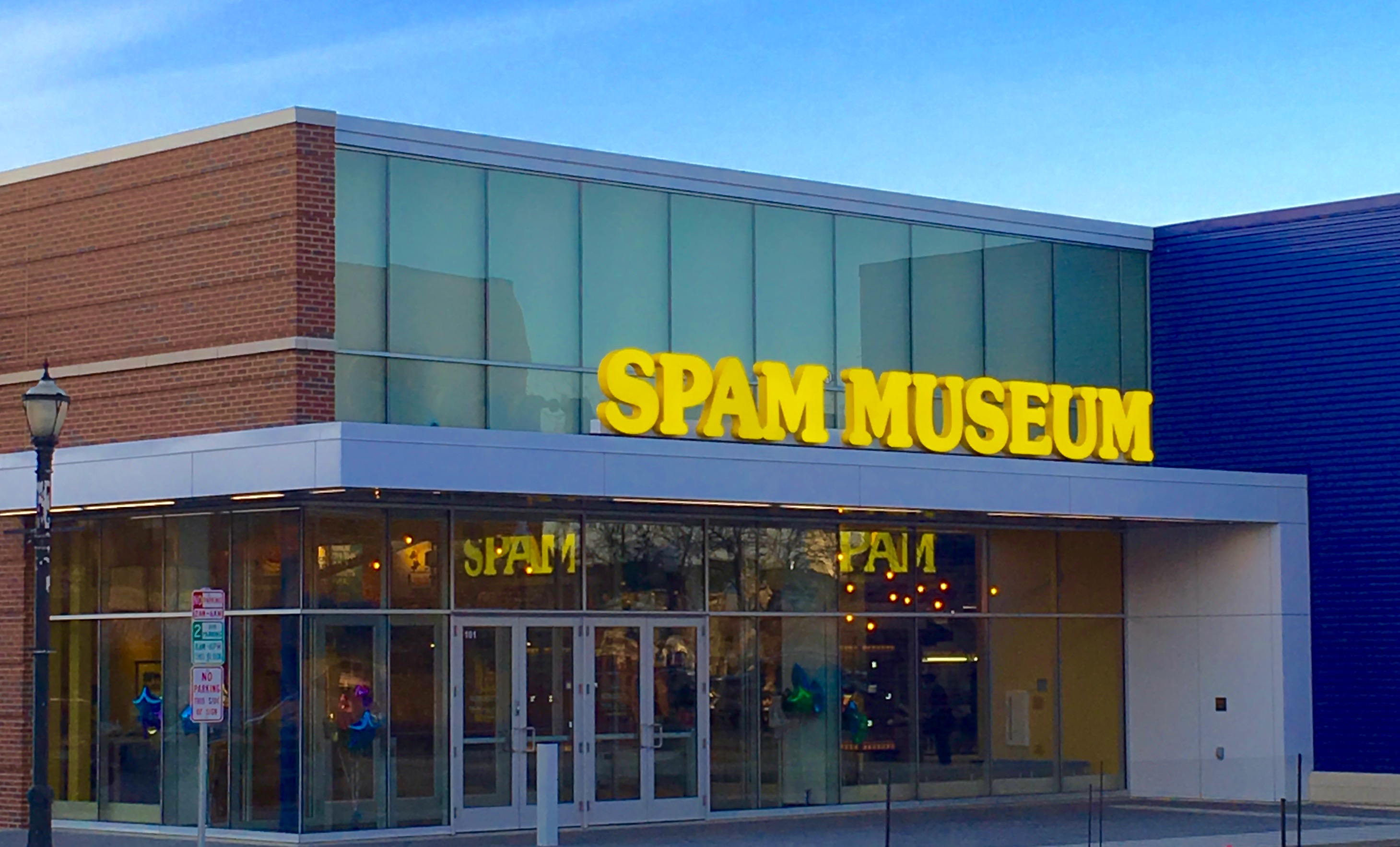
黄昏时分的午餐肉博物馆